# Vragovac
Vragoc en albanais et Vragovac en serbe latin (en serbe cyrillique : Враговац) est une localité du Kosovo située dans la commune/municipalité de Pejë/Peć et dans le district de Pejë/Peć. Selon le recensement kosovar de 2011, elle compte 141 habitants, dont une majorité d'Albanais.

## Démographie

### Évolution historique de la population dans la localité
| 1948 | 1953 | 1961 | 1971 | 1981 | 1991 | 2011 |
| ---- | ---- | ---- | ---- | ---- | ---- | ---- |
| 166  | 180  | 215  | 218  | 245  | 276  | 141  |

|  |